# Jakten på Rosa pantern
Jakten på Rosa Pantern (originaltitel: Trail of the Pink Panther) är en brittisk/amerikansk komedi från 1982 med Peter Sellers i huvudrollen. Filmen var den sjunde i Rosa pantern-serien och den sista med Peter Sellers som Kommissarie Jacques Clouseau trots att Sellers hade avlidit 1980. Därför innehåller hans framträdande i filmen inget originalmaterial. Hans framträdande består enbart av flashbacks och överblivna scener från tidigare filmer.

## Handling
När den berömda Rosa Pantern diamanten blir stulen igen från Lugash, får kommissarie Clouseau (Peter Sellers) ärendet trots protester av kommissarie Dreyfus (Herbert Lom). Medan han arbetar med fallet avslöjas det att han jagas av maffian.
Clouseau reser först till London för att utreda Sir Charles Lytton (David Niven) (Clouseau vet inte om att Sir Lytton egentligen bor i södra Frankrike men ingen orkar berätta det för honom). Under färden till flygplatsen råkar han av misstag att spränga sin bil i luften, men Clouseau tror att det är ett attentat riktat mot honom och han förklär sig själv till en man som är helt lindad i bandage under flygningen, vilket leder till pinsamheter när Scotland Yard ska plocka upp honom på flygplatsen.
Under tiden avslöjas det att det kan finnas ett mordhot mot Clouseau och han får order om att inte resa till Lugash. Oturligt nog får han dock senare order av Dreyfus att resa till Lugash.
På väg till Lugash försvinner Clouseau och hans flygplan med honom. Reporten Marie Jouvet (Joanna Lumley) börjar att undersöka hans försvinnande och reser runt för att intervjua personer som han kommit i kontakt med genom åren. I dessa intervjuer visas många flashbacks från tidigare filmer. Jouvet intervjuar även Clouseaus far (Richard Mulligan) som berättar om Jacques barndom och hans tidiga karriär i franska motståndsrörelsen under andra världskriget. Jouvet stöter också på maffian som leds av Bruno Langlois (Robert Loggia), huvudskurken i denna film och nästa, som delar huvudstory. Langlois varnar Jouvet att fortsätta söka efter Clouseau, om än artigt (Clouseau verkar ha orsakat problem för Langlois tidigare), men Jouvet vägrar och berättar för kommissarie Dreyfus om det inträffade. Dreyfus, som önskar Clouseau död lika mycket som Langlois, gör ingenting mot Langlois, till Jouvets ilska.
Filmen slutar med att Jouvet konstaterar att Clouseau måste vara i livet. Clouseau (spelad av Joe Dunn, endast sedd bakifrån) ses stå och titta ut över en klippkant, när en fiskmås flyger förbi och skitar ner hans ärm. Orden "Swine seagull!" hörs med den udda franska accenten som symboliserar Clouseau. Ett montage med roliga klipp från tidigare Rosa Pantern filmer visas tills eftertexterna slutar.

## Om filmen
Peter Sellers hade avlidit innan produktionen började och hans scener gjordes av flashbacks och borttagna scener från tidigare Rosa Pantern-filmer.
David Niven gör ett kort framträdande där han repriserar sin roll från Rosa Pantern från 1963. På grund av Nivens vacklande hälsa och försvagade röst blev han dubbad av imitatören Rich Little.
Tidigare medverkande i filmserien inkluderar Herbert Lom som kommissaie Dreyfus, Burt Kwouk som Clouseaus trogne betjänt Kato och Graham Stark som Hercule LaJoy. Joanna Lumley medverkar också som en reporter på jakt efter den försvunne Clouseau. Precis som i de andra filmerna innehåller denna film också tecknade öppnings- och avslutningssekvenser.
Edwards dedicerade filmen till Peter Sellers som beskrivs som "the one and only Inspector Clouseau". Trots dedikationen stämdes filmens producenter av Sellers hustru Lynne Frederick. Hon hävdade att filmen hade skadat hennes framlidne mans rykte. Hon vann till slut över en miljon dollar. Edwards fru, Julie Andrews, medverkar i en kort sekvens som städtant. Alan Arkin, som spelade Clouseau i filmen Kommissarie Clouseau från 1968 medverkar inte trots vissa rykten.